# Françoise Kucheida
Françoise Kucheida   (Marles-les-Mines, 27 de maig de 1946 - Lilla, 17 de juliol de 2023) fou una cantant francesa que va arribar al món professional de la cançó a l'edat de 50 anys. El 1995 enregistrà i edità el seu primer disc De la Sparpe à la Seine. L'àlbum guanyà el Gran Premi Internacional de l'Académie Charles-Cros.
Abans de dedicar-se professionalment a la cançó, Françoise Kucheida havia fer de mestre d'escola primària al Pas-de-Calais. És en aquesta escola que es va inscriure al cor i el seu director, en sentir-li la veu, li va començar a donar classes de cant. Posteriorment va començar a escriure texts i lletres de cançons. Al Festival de Montauban el 1993, Pierre Barouh la va sentir cantar i van decidir editar el seu primer disc.
Françoise Kucheida ha fet també de directora artística d'una petita sala de concerts a Liévin.

## Discografia
- 1995. De la Sparpe à la Seine
- 1998. Cris du coeur
- 2003. Chante Liévin sur Seine
- 2005. La mémoire sépia